# Sporolithaceae
Sporolithaceae E. Verheij, 1993  é o nome botânico  de uma família de algas vermelhas pluricelulares da ordem Sporolithales.

## Gêneros
- Gêneros:  Heydrichia, Sporolithon

Estudos filogenéticos não suportaram estes gêneros na ordem Corallinales. Uma nova ordem, Sporolithales (Le Gall L, Payri CE, Bittner L, Saunders GW, 2009), foi criada para acomodar estes gêneros.